# Kwestia wyboru
Kwestia wyboru – polski miniserial telewizyjny o tematyce historycznej z 1986 roku w reżyserii Romana Wionczka.

## Fabuła
Serial ukazuje okres po zakończeniu II wojny światowej, poprzedzający wybory parlamentarne w Polsce w 1947 roku.

## Obsada
- Jerzy Aleksander Braszka - Władysław Gomułka
- Ignacy Gogolewski - Bolesław Bierut
- Tomasz Zaliwski - Edward Osóbka-Morawski
- Arkadiusz Bazak - Józef Cyrankiewicz
- Zbigniew Korepta - Stanisław Mikołajczyk
- Gustaw Kron - Jakub Berman
- Elżbieta Czerwińska
- Jerzy Kozłowski - Marszel
- Stanisław Mikulski - Adam Rapacki
- Henryk Łapiński - Jerzy Borejsza
- Magdalena Celówna - Zofia Gomułkowa, żona Władysława
- Janusz Kłosiński - marszałek Sejmu Władysław Kowalski
- Wirgiliusz Gryń
- Mariusz Gorczyński - pułkownik organizacji podziemnej
- Edward Wichura - Czesław Wycech
- Tadeusz Hanusek - Włodzimierz Sokorski
- Bogusław Augustyn - dziennikarz
- Halina Chrobak - dziennikarka